# Плаваща атомна електрическа централа
Плаващата атомна електрическа централа е създадена в отговор на нуждите и новите тенденции в световната енергетика за атомни електростанции с малка мощност.
ПАЕЦ, с 2 атомни реактора на борда, е в състояние да реши проблема със снабдяване на електричество и топлина в отдалечени райони или градове, където построяването на крупни електроцентрали е затруднено или неоправдано скъпо. Също така е подходяща за приложение в усвояването на арктическите залежи на нефт и природен газ.

## История
Идеята за построяването на плаваща атомна електроцентрала датира от 1969 година, заявена от вице-президента на американската компания Public Service Electric & Gas. През 1970 година Westinghouse съвместно с Newport News учредяват дружеството Offshore Power Systems с равно участие в него, с цел да осъществят идеята на практика. Първоначалното съглашение било да се изгради плаваща централа с капацитет 1000 – 1200 MW мощност, състояща се от два подобни енергоблока. Трябвало да бъде закотвена по крайбрежието на САЩ, като за целта се планирало и създаването на изкуствен остров.
Договорът с Public Service Electric & Gas включвал строежа на две такива станции Atlantic 1 и Atlantic 2. Но се появили и първите спънки. Фирмата възложител изпитвала трудности с финансирането. Планираното позициониране на електроцентралите в близост до североизточните градове на Америка се оказало грешка, тъй като те и бездруго били добре захранени с енергия. Друг фактор оказал влияние за фиаското на проекта, била аварията в АЕЦ „Три майл айлънд“, която задълго потиснала развитието на атомната енергетика в САЩ. В резултат поръчката е анулирана, а Westinghouse прекратява работа със загуба от 180 милиона долара.
Все пак САЩ става първата страна използвала плаващ енергоблок. На борда на съда Sturgis, собственост на американските сухопътни войски, е поставен ядрен реактор MH-1A с мощност 10 MW. Експлоатиран е на територията на Панамския канал, в периода 1968 – 1975 г., спомагайки за преминаването на 2500 допълнителни кораба през него в периода на Виетнамската война.
Идеята е забравена задълго, докато не се възобновява в началото на 90-те години на XX век с постановление на правителството на Руската федерация от 9 юли 1992 година. Причината е в появилата се остра нужда от преодоляването на кризата с отоплението в Далечния изток, за която били нужни реактори с мощност от около 100 – 180 MW. Следва да се отбележи, че и в годините на бившия СССР технологична възможност за построяването на ПАЕЦ също е имало, заради натрупания голям опит в изпълнението на малки реактори, както и вече пуснатите във вода атомни ледоразбивачи, но не е възниквала нужда от подобни съоръжения.
Съществуват и опити за създаване на мобилна АЕЦ за нуждите на военните (ВАЕЦ – Военна атомна електрическа станция), които в лицето на Инженерните войски на СССР, планирали да я монтират върху автомобилно шаси. Целта била обезпечаването на бързо разгръщане на бойци и техника през неусвоени райони. При изпитанията обаче става ясно, че такъв тип станция не е способна да осигури нужното количество енергия и така и не е приета на въоръжение.
Все пак тези експерименти дават основата за перспективите и по-нататъшното развитие в областта на мобилните атомни електроцентрали, а вниманието се измества върху пригодяването на инфраструктурата в морското съдостроене.
Решението за строителството на ПАЕЦ е затвърдено в „Програмата за развитие на атомната енергетика в Русия в периода 1998 – 2005 г. с перспективи до 2015 г.“. Програмата предвижда изграждането на източници на енергия с малка мощност за нуждите на отдалечени региони като Чукотския автономен окръг и Приморския край с указани точки на разположение като Северодвинск, Вилючинск, Певек и Дудинка. През 2006 година са определени 11 региона с възможност за експлоатация на плаващи атомни електроцентрали.
След оценка и експертизи от страна на експерти от Федералната агенция по атомна енергия, през 2005 година е утвърден окончателния проект.

## Технически характеристики
В състава на ПАЕЦ (проект 20870) „Академик Ломоносов“ влизат:
- плаващ енергоблок с два реактора КЛТ-40С, предназначени за предоставяне на електрическа и топлинна енергия;
- съоръжения, изолиращи енергоблока от природни, технически или физически фактори, които биха могли да окажат влияние върху него;
- допълнителни брегови и специални устройства, спомагащи за подаването на енергия до получателя;

С доработки станцията има възможност да обезсолява вода в размер на 240 000 м3 в денонощие.
Сам по себе си енергоблокът е несамоходен. Състои се от два отделни блока: ядрен (основен) и неядрен (спомагателен). В ядрения се помещават два реактора с топлинна мощност 150 MW всяка и два турбогенератора с електрическа мощност 35 MW всеки, които работят независимо едни от други. Спомагателният блок включва четири резервни дизелови генератора, с мощност за всеки един от тях от 800 kWh, а така също и четири аварийни дизелови генератора с мощност 200 kWh поотделно.
На борда се помещава и хранилище за отработено ядрено гориво, както и такова за бъдеща употреба, което позволява на електроцентралата да работи 12 години без нужда от зареждане чрез плаващи бази.
Общата разгъната площ на ПАЕЦ заедно с бреговите съоръжения е около 6 ha.
| Данни                                                         | Данни            |
| ------------------------------------------------------------- | ---------------- |
| Вид съд                                                       | Несамоходен      |
| Дължина                                                       | 144 м            |
| Широчина                                                      | 30 м             |
| Височина на борда                                             | 10 – 11 м        |
| Височина на надстройките                                      | ~ 30 м           |
| Драфт                                                         | 4,5 – 5,5 м      |
| Водоизместимост                                               | 21 500 т.        |
| Брой / вид реактори                                           | 2 / КЛТ-40С      |
| Тип реактор                                                   | водо-воден       |
| Топлинна мощност                                              | 2х70 Гкал/ч      |
| Електрическа мощност                                          | 2х35 Мвт         |
| Ефективна работа в часове                                     | 7000 часа/година |
| Период на работа до ремонт                                    | 12 години        |
| Продължителност на ремонта                                    | 1 година         |
| Количество вода за техническо водоснабдяване                  | 3650 м3/година   |
| Количество електроенергия за собствени нужди                  | 9,3 Мвт          |
| Общ период на експлоатация                                    | 40 години        |
| Обслужващ персонал                                            | 60 души          |
| Период на строителството (вкл. работата по избор на площадка) | 5 – 6 години     |

## Строителство
Проектът се реализира по поръчка на руския концерн „Росенергоатом“, който е подписал декларация за намерение да основе флотилия от общо седем такива установки. Главен проектант е „ЦКБ Айсберг“. Строежът на първата, носеща името „Академик Ломоносов“ в чест на 300-годишнината от раждането на учения, се извършва в Балтийския завод в Санкт Петербург. Финансирането с обща стойност 9,1 млрд. рубли е осигурено от „Росенергоатом“. Планирано е след като е готова да бъде базирана до руския затворен град Вилючинск в Камчатка.
Хронология на по-важните събития около строежа на първата ПАЕЦ „Академик Ломоносов“:
- 8 август 2006 г. – договор със „Севмаш“;
- 15 април 2007 г. – откриване на строителната площадка;
- Юни 2008 г. – взето е решение за преместването на строителната площадка в Балтийския завод;
- 26 февруари 2009 г. – договор с Балтийския завод;
- 18 май 2009 г. – начало на изграждане на котвената стоянка;
- Юни 2010 г. – спускане на плаващия енергоблок във вода;
- Септември 2010 г. – начало на строителството на бреговите и хидротехническите съоръжения;
- Юни 2012 г. – завършване на швартовите изпитания и транспортиране на плаващия енергоблок във Вилючинск;
- 2012 г. – предаване на готовата ПАЕЦ за експлоатация;

За нуждите на проекта е изграден специален учебен център с тренажорна зала за подготовка на бъдещия персонал.

## Възможности
На територията на Русия са определени шест площадки с нужда от плаваща електроцентрала: Архангелск, Камчатка, Красноярски и Приморски край, Чукотка и Якутия. Това са места с малобройно население, чийто жизнен стандарт до голяма степен зависи от снабдяването с електро- и топлоенергия.
Извън рамките на Руската Федерация най-силен интерес е изразен от страна на Китай, който е изявил намерение за употреба на ПАЕЦ за производство на сладка вода и обезпечаване с електроенергия на корабостроителницата Бохай в Хулудао.
Други държави със заявен интерес са Индия, Индонезия и Южна Корея, където се разглежда възможността за договор чрез сух лизинг.
Проектът е представен и в Бразилия, където е проявена силна заинтересованост, а така също и в африкански страни като Кабо Верде и Нигерия.

## Риск
Основна роля за безопасността на плавателния съд, включително и на енергоблоковете, играе плавателната способност и свойствата на конструкцията, определящи издръжливостта и непотопяемостта му. Първоначалният замисъл не успял да покрие високите изисквания за безопасност в сферата на плоскодънността, височината, възможността за управляемост и други, които проблеми впоследствие са изгладени.
Взета е предвид перспективата за използването му в сурови климатични условия, където е нужна специална защита на корпуса от влиянието на ниските температури и ледниковите условия. Използването на ПАЕЦ в южните морета също носи рискове, в това число въздействието на водораслите и агресивната солена вода върху корпуса, водеща до по-бърза корозия.
Нуждата от морски буксир също носи своите рискове. Трябва да се има предвид, че придобит опит от сложни маневри с плаващи атомни електроцентрали до този момент няма.
Според данните от проекта, безопасността на обекта е гарантирана при скорост на вятъра до 25 м/с, земетресение до 7 – 8 степен по скарата на Рихтер, падане върху него на лек летателен апарат от типа на ЯК-40, удар от мълния или евентуален взрив на чуждо тяло в близост.
Някои от слабите страни на обекта и възможните заплахи спрямо него:
- Ниски плавателни качества, заложени в конструкцията;
- Висока опасност от взрив или пожар вследствие на претоварване;
- Риск от загуба на устойчивост при извънредна ситуация или грешна команда;
- Риск от затопляне на помещенията при нарушение на водонепромокаемостта;
- Риск при буксир в условия на буря или ледникови условия;
- Риск от сблъсък с друг плавателен съд;
- Риск при цунами или тайфун с възможност да бъде запратен на брега;
- Риск от терористична атака;

Някои от ядрените рискове са свързани с:
- Разпръскване на мигновени неутрони в случай на неразрешен подем на компенсиращи органи;
- Невъзможност за незабавно прекратяване на верижна реакция при аварийни случаи;
- Невъзможност да се компенсира максимален запас на реактивност в даден момент при нормална или екстремна обстановка;
- Невъзможност да се осигури надежден топлоотвод от активната зона в нормални или аварийни условия, при работа или след спиране на реактора, по пътя на принудителната или естествената циркулация;
- Възможност за възникване и развитие на верижна реакция при логистични дейности в активната зона;

Критиците на проекта изразяват съмнения относно неговата сигурност. По случай 25-годишнината от аварията в Чернобил, Игор Кудрин, представител на фондация Белона заявява, че руските планове за изграждане на ПАЕЦ представляват огромен риск за околната среда. Мястото за въвеждането ѝ в експлоатация, близо до Япония на брега на Камчатка, е опасно от гледна точка на земетресения и цунами, смята той. В допълнение е посочена и опасността от продаването на такъв тип съоръжение в страни от Азия, Африка и Южна Америка, където възможността от попадането на ядрена технология във враждебни ръце е реална. Не на последно място е посочено и учудване от високия разход, възлизащ на 7,8 млн. долара за всеки инсталиран мегават, като за сравнение в АЕЦ „Олкилуото“ във Финландия той е 3,3 млн. за мегават.